# Golden Globe-díj a legjobb női mellékszereplőnek
A Legjobb női mellékszereplő kategóriában átadott Golden Globe-díjat az első, 1944-ben megtartott díjátadó óta osztja ki a Hollywood Foreign Press Association (Hollywoodi Külföldi Tudósítók Szövetsége) szervezet, értékelve a mozifilmek női mellékszereplőit.
A kategória története során összesen hat színésznő nyert két alkalommal is díjat: Agnes Moorehead, Angela Lansbury, Ruth Gordon, Karen Black, Meryl Streep és Kate Winslet. A legtöbb jelölést Lee Grant, Maureen Stapleton és Meryl Streep (öt alkalommal) szerezte.

## Győztesek és jelöltek
Az "Év" oszlopban szereplő évszám az értékelt filmek bemutatási évére utal. A zárójelben megadott díjátadót – ahol ezen filmek színésznői közül győztest hirdettek – a következő évben tartották meg.

### 1940-es évek
1949-ig a szövetség csak nyerteseket hirdetett ki. A jelöltek listáját véglegesen 1957-től tették nyilvánossá évente.

| Év             | Színésznő            | Színésznő            | Szerep                 | Magyar cím                 | Eredeti cím             |
| 1943 1. gála   |                      |                      |                        |                            |                         |
| -------------- | -------------------- | -------------------- | ---------------------- | -------------------------- | ----------------------- |
| 1943 1. gála   |                      | Katína Paxinú        | Pilar                  | Akiért a harang szól       | For Whom the Bell Tolls |
| 1944 2. gála   |                      |                      |                        |                            |                         |
|                | Agnes Moorehead      | Aspasia Conti bárónő | Mrs. Parkington        | Mrs. Parkington            |                         |
| 1945 3. gála   |                      |                      |                        |                            |                         |
|                | Angela Lansbury      | Sibyl Vane           | Dorian Gray arcképe    | The Picture of Dorian Gray |                         |
| 1946 4. gála   |                      |                      |                        |                            |                         |
|                | Anne Baxter          | Sophie MacDonald     | A borotva éle          | The Razor's Edge           |                         |
| 1947 5. gála   |                      |                      |                        |                            |                         |
|                | Celeste Holm         | Anne Dettrey         | Úri becsületszó        | Gentleman's Agreement      |                         |
| 1948 6. gála   |                      |                      |                        |                            |                         |
|                | Ellen Corby          | Trina néni           | Én emlékszem a mamára  | I Remember Mama            |                         |
| 1949 7. gála   |                      |                      |                        |                            |                         |
|                | Mercedes McCambridge | Sadie Burke          | A király összes embere | All the King's Men         |                         |
| Miriam Hopkins | Lavinia Penniman     | Az örökösnő          | The Heiress            |                            |                         |

### 1950-es évek
| Év                | Színésznő              | Színésznő                 | Szerep                       | Magyar cím                  | Eredeti cím |
| 1950 8. gála      |                        |                           |                              |                             |             |
| ----------------- | ---------------------- | ------------------------- | ---------------------------- | --------------------------- | ----------- |
| 1950 8. gála      |                        | Josephine Hull            | Veta Louise Simmons          | Barátom, Harvey             | Harvey      |
| 1950 8. gála      | Judy Holliday          | Doris Attinger            | Ádám bordája                 | Adam's Rib                  |             |
| 1950 8. gála      | Thelma Ritter          | Birdie Kumen              | Mindent Éváról               | All About Eve               |             |
| 1951 9. gála      |                        |                           |                              |                             |             |
|                   | Kim Hunter             | Stella Kowalski           | A vágy villamosa             | A Streetcar Named Desire    |             |
| Lee Grant         | bolti tolvaj           | Detektívtörténet          | Detective Story              |                             |             |
| Thelma Ritter     | Ellen McNulty          |                           | The Mating Season            |                             |             |
| 1952 10. gála     |                        |                           |                              |                             |             |
|                   | Katy Jurado            | Helen Ramirez             | Délidő                       | High Noon                   |             |
| Mildred Dunnock   | Señora Espejo          | Viva Zapata!              | Viva Zapata!                 |                             |             |
| Gloria Grahame    | Rosemary Bartlow       | A szörnyeteg és a szépség | The Bad and the Beautiful    |                             |             |
| 1953 11. gála     |                        |                           |                              |                             |             |
|                   | Grace Kelly            | Linda Nordley             | Mogambo                      | Mogambo                     |             |
| 1954 12. gála     |                        |                           |                              |                             |             |
|                   | Jan Sterling           | Sally McKee               | A gőgös                      | The High and the Mighty     |             |
| 1955 13. gála     |                        |                           |                              |                             |             |
|                   | Marisa Pavan           | Rosa Delle Rose           | Tetovált rózsa               | The Rose Tattoo             |             |
| 1956 14. gála     |                        |                           |                              |                             |             |
|                   | Eileen Heckart         | Hortense Daigle           | Elátkozottak gyermekei       | The Bad Seed                |             |
| Mildred Dunnock   | Rose Comfort néni      | Babuci                    | Baby Doll                    |                             |             |
| Marjorie Main     | The Widow Hudspeth     | Szemben az erőszakkal     | Friendly Persuasion          |                             |             |
| Dorothy Malone    | Marylee Hadley         | Szélbe írva               | Written on the Wind          |                             |             |
| Patty McCormack   | Rhoda Penmark          | Elátkozottak gyermekei    | The Bad Seed                 |                             |             |
| 1957 15. gála     |                        |                           |                              |                             |             |
|                   | Elsa Lanchester        | Miss Plimsoll             | A vád tanúja                 | Witness for the Prosecution |             |
| Mildred Dunnock   | Miss Elsie Thornton    |                           | Peyton Place                 |                             |             |
| Hope Lange        | Selena Cross           |                           | Peyton Place                 |                             |             |
| Heather Sears     | Esther Costello        |                           | The Story of Esther Costello |                             |             |
| Umeki Mijosi      | Katsumi Kelly          | Szajonara                 | Sayonara                     |                             |             |
| 1958 16. gála     |                        |                           |                              |                             |             |
|                   | Hermione Gingold       | Madame Alvarez            | Gigi                         | Gigi                        |             |
| Peggy Cass        | Agnes Gooch            |                           | Auntie Mame                  |                             |             |
| Wendy Hiller      | Pat Cooper             | Külön asztalok            | Separate Tables              |                             |             |
| Maureen Stapleton | Fay Doyle              |                           | Lonelyhearts                 |                             |             |
| Cara Williams     | Billy anyja            | A megbilincseltek         | The Defiant Ones             |                             |             |
| 1959 17. gála     |                        |                           |                              |                             |             |
|                   | Susan Kohner           | Sarah Jane                | Látszatélet                  | Imitation of Life           |             |
| Edith Evans       | Emmanuel nővér         | Egy apáca története       | The Nun's Story              |                             |             |
| Estelle Hemsley   | 'Gram' Martin nagymama |                           | Take a Giant Step            |                             |             |
| Juanita Moore     | Annie Johnson          | Látszatélet               | Imitation of Life            |                             |             |
| Shelley Winters   | Petronella Van Daan    | Anne Frank naplója        | The Diary of Anne Frank      |                             |             |

### 1960-as évek
| Év                 | Színésznő                | Színésznő                    | Szerep                                | Magyar cím                        | Eredeti cím |
| 1960 18. gála      |                          |                              |                                       |                                   |             |
| ------------------ | ------------------------ | ---------------------------- | ------------------------------------- | --------------------------------- | ----------- |
| 1960 18. gála      |                          | Janet Leigh                  | Marion Crane                          | Psycho                            | Psycho      |
| 1960 18. gála      | Ina Balin                | Natalie Benzinger            |                                       | From the Terrace                  |             |
| 1960 18. gála      | Shirley Jones            | Lulu Bains                   | Elmer Gantry                          | Elmer Gantry                      |             |
| 1960 18. gála      | Shirley Knight           | Reenie Flood                 |                                       | The Dark at the Top of the Stairs |             |
| 1960 18. gála      | Mary Ure                 | Clara Dawes                  |                                       | Sons and Lovers                   |             |
| 1961 19. gála      |                          |                              |                                       |                                   |             |
|                    | Rita Moreno              | Anita                        | West Side Story                       | West Side Story                   |             |
| Fay Bainter        | Amelia Tilford           | A gyerekek órája             | The Children's Hour                   |                                   |             |
| Judy Garland       | Irene Hoffman Wallner    | Ítélet Nürnbergben           | Judgment at Nuremberg                 |                                   |             |
| Lotte Lenya        | Contessa                 | Tavasz Rómában               | The Roman Spring of Mrs. Stone        |                                   |             |
| Pamela Tiffin      | Scarlett Hazeltine       | Egy, kettő, három            | One, Two, Three                       |                                   |             |
| 1962 20. gála      |                          |                              |                                       |                                   |             |
|                    | Angela Lansbury          | Mrs. Iselin                  | A mandzsúriai jelölt                  | The Manchurian Candidate          |             |
| Patty Duke         | Helen Keller             | A csodatevő                  | The Miracle Worker                    |                                   |             |
| Hermione Gingold   | Eulalie Mackechnie Shinn | A muzsikus                   | The Music Man                         |                                   |             |
| Shirley Knight     | Heavenly Finley          | Az ifjúság édes madara       | Sweet Bird of Youth                   |                                   |             |
| Susan Kohner       | Martha Freud             | Freud: A titkos szenvedély   | Freud: The Secret Passion             |                                   |             |
| Gabriella Pallotta | Rosalba Massimo          |                              | The Pigeon That Took Rome             |                                   |             |
| Martha Raye        | Lulu                     | Jumbo                        | Billy Rose's Jumbo                    |                                   |             |
| Kaye Stevens       | Didi nővér               |                              | The Interns                           |                                   |             |
| Jessica Tandy      | Mrs. Adams               |                              | Hemingway's Adventures of a Young Man |                                   |             |
| Tarita Teriipaia   | Maimiti                  | Lázadás a Bountyn            | Mutiny on the Bounty                  |                                   |             |
| 1963 21. gála      |                          |                              |                                       |                                   |             |
|                    | Margaret Rutherford      | Brighton hercegnője          | Fejesek                               | The V.I.P.s                       |             |
| Diane Baker        | Emily Stratman           | A díj                        | The Prize                             |                                   |             |
| Joan Greenwood     | Lady Bellaston           | Tom Jones                    | Tom Jones                             |                                   |             |
| Wendy Hiller       | Anna Berniers            | Játékok a padlásszobában     | Toys in the Attic                     |                                   |             |
| Linda Marsh        | Thomna Sinnikoglou       | Amerika, Amerika             | America America                       |                                   |             |
| Patricia Neal      | Alma Brown               | Hud                          | Hud                                   |                                   |             |
| Liselotte Pulver   | Sonya                    |                              | A Global Affair                       |                                   |             |
| Lilia Skala        | Maria anya               | Nézzétek a mező liliomait!   | Lilies of the Field                   |                                   |             |
| 1964 22. gála      |                          |                              |                                       |                                   |             |
|                    | Agnes Moorehead          | Velma Cruther                | Csend, csend, édes Charlotte          | Hush… Hush, Sweet Charlotte       |             |
| Elizabeth Ashley   | Monica Winthrop          | Kalandorok                   | The Carpetbaggers                     |                                   |             |
| Grayson Hall       | Judith Fellowes          | Az iguána éjszakája          | The Night of the Iguana               |                                   |             |
| Lila Kedrova       | Madame Hortense          | Zorba, a görög               | Zorba the Greek                       |                                   |             |
| Ann Sothern        | Sue Ellen Gamadge        | A legjobb ember              | The Best Man                          |                                   |             |
| 1965 23. gála      |                          |                              |                                       |                                   |             |
|                    | Ruth Gordon              | Mrs. Clover                  | Daisy Clover belülről                 | Inside Daisy Clover               |             |
| Joan Blondell      | Lady Fingers             | A Cincinnati kölyök          | The Cincinnati Kid                    |                                   |             |
| Joyce Redman       | Emilia                   |                              | Othello                               |                                   |             |
| Thelma Ritter      | Bertha                   | Boeing, Boeing!              | Boeing Boeing                         |                                   |             |
| Peggy Wood         | Abbess anya              | A muzsika hangja             | The Sound of Music                    |                                   |             |
| 1966 24. gála      |                          |                              |                                       |                                   |             |
|                    | Jocelyne LaGarde         | Malama királynő              | Hawaii                                | Hawaii                            |             |
| Sandy Dennis       | Honey                    | Nem félünk a farkastól       | Who's Afraid of Virginia Woolf?       |                                   |             |
| Vivien Merchant    | Lily                     | Alfie – Szívtelen szívtipró  | Alfie                                 |                                   |             |
| Shelley Winters    | Ruby                     | Alfie – Szívtelen szívtipró  | Alfie                                 |                                   |             |
| Geraldine Page     | Margery Chanticleer      | Te már nagy kisfiú vagy      | You're a Big Boy Now                  |                                   |             |
| 1967 25. gála      |                          |                              |                                       |                                   |             |
|                    | Carol Channing           | Muzzy Van Hossmere           | Ízig-vérig modern Millie              | Thoroughly Modern Millie          |             |
| Quentin Dean       | Delores Purdy            | Forró éjszakában             | In the Heat of the Night              |                                   |             |
| Lee Grant          | Leslie Colbert           | Forró éjszakában             | In the Heat of the Night              |                                   |             |
| Lillian Gish       | Mrs. Smith               |                              | The Comedians                         |                                   |             |
| Prunella Ransome   | Fanny Robin              | Távol a tébolyult tömegtől   | Far from the Madding Crowd            |                                   |             |
| Beah Richards      | Mrs. Prentice            | Találd ki, ki jön vacsorára! | Guess Who's Coming to Dinner          |                                   |             |
| 1968 26. gála      |                          |                              |                                       |                                   |             |
|                    | Ruth Gordon              | Minnie Castevet              | Rosemary gyermeke                     | Rosemary's Baby                   |             |
| Barbara Hancock    | Susan                    | Szivárványvölgy              | Finian's Rainbow                      |                                   |             |
| Abbey Lincoln      | Ivy Moore                |                              | For Love of Ivy                       |                                   |             |
| Sondra Locke       | Mick Kelly               | Magányos vadász a szív       | The Heart Is a Lonely Hunter          |                                   |             |
| Jane Merrow        | Franciaországi Adél      | Az oroszlán télen            | The Lion in Winter                    |                                   |             |
| 1969 27. gála      |                          |                              |                                       |                                   |             |
|                    | Goldie Hawn              | Toni Simmons                 | A kaktusz virága                      | Cactus Flower                     |             |
| Marianne McAndrew  | Irene Molloy             | Hello, Dolly!                | Hello, Dolly!                         |                                   |             |
| Siân Phillips      | Ursula Mossbank          | Isten vele, tanár úr!        | Goodbye, Mr. Chips                    |                                   |             |
| Brenda Vaccaro     | Shirley                  | Éjféli cowboy                | Midnight Cowboy                       |                                   |             |
| Susannah York      | Alice LeBlanc            | A lovakat lelövik, ugye?     | They Shoot Horses, Don't They?        |                                   |             |

### 1970-es évek
| Év                  | Színésznő                | Színésznő                            | Szerep                          | Magyar cím                             | Eredeti cím      |
| 1970 28. gála       |                          |                                      |                                 |                                        |                  |
| ------------------- | ------------------------ | ------------------------------------ | ------------------------------- | -------------------------------------- | ---------------- |
| 1970 28. gála       |                          | Karen Black                          | Rayette Dipesto                 | Öt könnyű darab                        | Five Easy Pieces |
| 1970 28. gála       | Maureen Stapleton        | Inez Guerrero                        | Airport                         | Airport                                |                  |
| 1970 28. gála       |                          | Tina Chen                            | Nyuk Tsin                       | A szigetek ura                         | The Hawaiians    |
| 1970 28. gála       | Lee Grant                | Joyce Enders                         | A háziúr                        | The Landlord                           |                  |
| 1970 28. gála       | Sally Kellerman          | Margaret O'Houlihan                  | MASH                            | M*A*S*H                                |                  |
| 1971 29. gála       |                          |                                      |                                 |                                        |                  |
|                     | Ann-Margret              | Bobbie                               | Testi kapcsolatok               | Carnal Knowledge                       |                  |
| Ellen Burstyn       | Lois Farrow              | Az utolsó mozielőadás                | The Last Picture Show           |                                        |                  |
| Cloris Leachman     | Ruth Popper              | Az utolsó mozielőadás                | The Last Picture Show           |                                        |                  |
| Diana Rigg          | Barbara Drummond         | A kórház                             | The Hospital                    |                                        |                  |
| Maureen Stapleton   | Karen Nash               | Hotel Plaza                          | Plaza Suite                     |                                        |                  |
| 1972 30. gála       |                          |                                      |                                 |                                        |                  |
|                     | Shelley Winters          | Belle Rosen                          | A Poszeidon katasztrófa         | The Poseidon Adventure                 |                  |
| Marisa Berenson     | Natalia Landauer         | Kabaré                               | Cabaret                         |                                        |                  |
| Jeannie Berlin      | Lila Kolodny             |                                      | The Heartbreak Kid              |                                        |                  |
| Helena Kallianiotes | Jackie Burdette          |                                      | Kansas City Bomber              |                                        |                  |
| Geraldine Page      | Gertrude                 | Micsoda házasság!                    | Pete 'n' Tillie                 |                                        |                  |
| 1973 31. gála       |                          |                                      |                                 |                                        |                  |
|                     | Linda Blair              | Regan MacNeil                        | Az ördögűző                     | The Exorcist                           |                  |
| Valentina Cortese   | Severine                 | Amerikai éjszaka                     | La nuit américaine              |                                        |                  |
| Madeline Kahn       | Trixie Delight           | Papírhold                            | Paper Moon                      |                                        |                  |
| Kate Reid           | Claire                   | A Delicate Balance                   | Kényes egyensúly                |                                        |                  |
| Sylvia Sidney       | Mrs. Pritchett           | A nyár kíván, a tél álmodik          | Summer Wishes, Winter Dreams    |                                        |                  |
| 1974 32. gála       |                          |                                      |                                 |                                        |                  |
|                     | Karen Black              | Myrtle Wilson                        | A nagy Gatsby                   | The Great Gatsby                       |                  |
| Beatrice Arthur     | Vera Charles             | Mame néni                            | Mame                            |                                        |                  |
| Jennifer Jones      | Lisolette Mueller        | Pokoli torony                        | The Towering Inferno            |                                        |                  |
| Madeline Kahn       | Elizabeth                | Az ifjú Frankenstein                 | Young Frankenstein              |                                        |                  |
| Diane Ladd          | Flo Castleberry          | Alice már nem lakik itt              | Alice Doesn't Live Here Anymore |                                        |                  |
| 1975 33. gála       |                          |                                      |                                 |                                        |                  |
|                     | Brenda Vaccaro           | Linda Riggs                          |                                 | Jacqueline Susann's Once Is Not Enough |                  |
| Ronee Blakley       | Barbara Jean             | Nashville                            | Nashville                       |                                        |                  |
| Geraldine Chaplin   | Opal                     | Nashville                            | Nashville                       |                                        |                  |
| Barbara Harris      | Albuquerque              | Nashville                            | Nashville                       |                                        |                  |
| Lily Tomlin         | Linnea Reese             | Nashville                            | Nashville                       |                                        |                  |
| Lee Grant           | Felicia Karpf            | Sampon                               | Shampoo                         |                                        |                  |
| 1976 34. gála       |                          |                                      |                                 |                                        |                  |
|                     | Katharine Ross           | Mira Hauser                          | Elátkozottak utazása            | Voyage of the Damned                   |                  |
| Lee Grant           | Lili Rosen               | Elkárhozottak utazása                | Voyage of the Damned            |                                        |                  |
| Jodie Foster        | Iris Steensma            | Taxisofőr                            | Taxi Driver                     |                                        |                  |
| Marthe Keller       | Elsa Opel                | Maraton életre-halálra               | Marathon Man                    |                                        |                  |
| Piper Laurie        | Margaret White           | Carrie                               | Carrie                          |                                        |                  |
| Bernadette Peters   | Vilma Kaplan             | Bombasiker                           | Silent Movie                    |                                        |                  |
| Shelley Winters     | Fay Lapinsky             | Következő megálló: Greenwich Village | Next Stop, Greenwich Village    |                                        |                  |
| 1977 35. gála       |                          |                                      |                                 |                                        |                  |
|                     | Vanessa Redgrave         | Julia                                | Júlia                           | Julia                                  |                  |
| Ann-Margret         | Lady Booby               | Joseph Andrews                       | Joseph Andrews                  |                                        |                  |
| Joan Blondell       | Sarah Goode              | Premier                              | Opening Night                   |                                        |                  |
| Leslie Browne       | Emilia Rodgers           | A fordulópont                        | The Turning Point               |                                        |                  |
| Quinn Cummings      | Lucy McFadden            | Hölgyem, Isten áldja!                | The Goodbye Girl                |                                        |                  |
| Lilia Skala         | Rosa                     |                                      | Roseland                        |                                        |                  |
| 1978 36. gála       |                          |                                      |                                 |                                        |                  |
|                     | Dyan Cannon              | Julia Farnsworth                     | Ép testben épp, hogy élek       | Heaven Can Wait                        |                  |
| Carol Burnett       | Tulip Brenner            | Esküvő                               | A Wedding                       |                                        |                  |
| Maureen Stapleton   | Pearl                    | Vívódások                            | Interiors                       |                                        |                  |
| Meryl Streep        | Linda                    | A szarvasvadász                      | The Deer Hunter                 |                                        |                  |
| Mona Washbourne     | nagynéni                 |                                      | Stevie                          |                                        |                  |
| 1979 37. gála       |                          |                                      |                                 |                                        |                  |
|                     | Meryl Streep             | Joanna Kramer                        | Kramer kontra Kramer            | Kramer vs. Kramer                      |                  |
| Jane Alexander      | Margaret Phelps          | Kramer kontra Kramer                 | Kramer vs. Kramer               |                                        |                  |
| Kathleen Beller     | Elizabeth (Buffy) Koenig |                                      | Promises in the Dark            |                                        |                  |
| Candice Bergen      | Jessica Potter           | Egy elvált férfi ballépései          | Starting Over                   |                                        |                  |
| Valerie Harper      | Faye Medwick             | Második fejezet                      | Chapter Two                     |                                        |                  |

### 1980-as évek
| Év                          | Színésznő                          | Színésznő                             | Szerep                                            | Magyar cím            | Eredeti cím       |
| 1980 38. gála               |                                    |                                       |                                                   |                       |                   |
| --------------------------- | ---------------------------------- | ------------------------------------- | ------------------------------------------------- | --------------------- | ----------------- |
| 1980 38. gála               |                                    | Mary Steenburgen                      | Lynda Dummar                                      | Melvin és Howard      | Melvin and Howard |
| 1980 38. gála               | Lucie Arnaz                        | Molly Bell                            | Jazzénekes                                        | The Jazz Singer       |                   |
| 1980 38. gála               | Beverly D’Angelo                   | Patsy Cline                           | A szénbányász lánya                               | Coal Miner's Daughter |                   |
| 1980 38. gála               | Cathy Moriarty                     | Vicki LaMotta                         | Dühöngő bika                                      | Raging Bull           |                   |
| 1980 38. gála               | Debra Winger                       | Sissy Davis                           | Városi cowboy                                     | Urban Cowboy          |                   |
| 1981 39. gála               |                                    |                                       |                                                   |                       |                   |
|                             | Joan Hackett                       | Toby Landau                           | Csak ha nevetek                                   | Only When I Laugh     |                   |
| Jane Fonda                  | Chelsea Thayer Wayne               | Az aranytó                            | On Golden Pond                                    |                       |                   |
| Kristy McNichol             | Polly Hines                        | Csak ha nevetek                       | Only When I Laugh                                 |                       |                   |
| Maureen Stapleton           | Emma Goldman                       | Vörösök                               | Reds                                              |                       |                   |
| Mary Steenburgen            | anya                               | Ragtime                               | Ragtime                                           |                       |                   |
| 1982 40. gála               |                                    |                                       |                                                   |                       |                   |
|                             | Jessica Lange                      | Julie Nichols                         | Aranyoskám                                        | Tootsie               |                   |
| Cher                        | Sissy                              | Jöjj vissza, Jimmy Dean               | Come Back to the 5 & Dime, Jimmy Dean, Jimmy Dean |                       |                   |
| Lainie Kazan                | Belle Carroca                      | Legkedvesebb évem                     | My Favorite Year                                  |                       |                   |
| Kim Stanley                 | Lillian Farmer                     | Frances                               | Frances                                           |                       |                   |
| Lesley Ann Warren           | Norma Cassady                      | Viktor, Viktória                      | Victor/Victoria                                   |                       |                   |
| 1983 41. gála               |                                    |                                       |                                                   |                       |                   |
|                             | Cher                               | Dolly Pelliker                        | Silkwood                                          | Silkwood              |                   |
| Barbara Carrera             | Fatima Blush                       | Soha ne mondd, hogy soha              | Never Say Never Again                             |                       |                   |
| Tess Harper                 | Rosa Lee                           | Az Úr kegyelméből                     | Tender Mercies                                    |                       |                   |
| Linda Hunt                  | Billy Kwan                         | A veszélyes élet éve                  | The Year of Living Dangerously                    |                       |                   |
| Joanna Pacula               | Irina Asanova                      | Gorkij Park                           | Gorky Park                                        |                       |                   |
| 1984 42. gála               |                                    |                                       |                                                   |                       |                   |
|                             | Peggy Ashcroft                     | Mrs. Moore                            | Út Indiába                                        | A Passage to India    |                   |
| Drew Barrymore              | Casey Brodsky                      | Kibékíthetetlen ellentétek            | Irreconcilable Differences                        |                       |                   |
| Kim Basinger                | Memo Paris                         | Őstehetség                            | The Natural                                       |                       |                   |
| Jacqueline Bisset           | Yvonne Firmin                      | A vulkán alatt                        | Under the Volcano                                 |                       |                   |
| Melanie Griffith            | Holly Body                         | Alibi test                            | Body Double                                       |                       |                   |
| Christine Lahti             | Hazel Zanussi                      | Második műszak                        | Swing Shift                                       |                       |                   |
| Lesley Ann Warren           | Gilda                              | Dalszerző                             | Songwriter                                        |                       |                   |
| 1985 43. gála               |                                    |                                       |                                                   |                       |                   |
|                             | Meg Tilly                          | Ágnes nővér                           | Ágnes, az Isten báránya                           | Agnes of God          |                   |
| Sônia Braga                 | Leni Lamaison / Marta / Pókasszony | A pókasszony csókja                   | Kiss of the Spider Woman                          |                       |                   |
| Anjelica Huston             | Maerose Prizzi                     | A Prizzik becsülete                   | Prizzi's Honor                                    |                       |                   |
| Amy Madigan                 | Sunny Mackenzie-Sobel              | Még egy lehetőség                     | Twice in a Lifetime                               |                       |                   |
| Kelly McGillis              | Rachel Lapp                        | A kis szemtanú                        | Witness                                           |                       |                   |
| Oprah Winfrey               | Sofia Johnson                      | Bíborszín                             | The Color Purple                                  |                       |                   |
| 1986 44. gála               |                                    |                                       |                                                   |                       |                   |
|                             | Maggie Smith                       | Charlotte Bartlett                    | Szoba kilátással                                  | A Room with a View    |                   |
| Linda Kozlowski             | Sue Charlton                       | Krokodil Dundee                       | Crocodile Dundee                                  |                       |                   |
| Mary Elizabeth Mastrantonio | Carmen                             | A pénz színe                          | The Color of Money                                |                       |                   |
| Cathy Tyson                 | Simone                             | Mona Lisa                             | Mona Lisa                                         |                       |                   |
| Dianne Wiest                | Holly                              | Hannah és nővérei                     | Hannah and Her Sisters                            |                       |                   |
| 1987 45. gála               |                                    |                                       |                                                   |                       |                   |
|                             | Olympia Dukakis                    | Rose Castorini                        | Holdkórosok                                       | Moonstruck            |                   |
| Norma Aleandro              | Florencia                          | Gaby: Egy igaz történet               | Gaby: A True Story                                |                       |                   |
| Anne Archer                 | Beth Gallagher                     | Végzetes vonzerő                      | Fatal Attraction                                  |                       |                   |
| Anne Ramsey                 | Mrs. Lift                          | Dobjuk ki anyut a vonatból!           | Throw Momma from the Train                        |                       |                   |
| Vanessa Redgrave            | Peggy Ramsay                       | Hegyezd a füled!                      | Prick Up Your Ears                                |                       |                   |
| 1988 46. gála               |                                    |                                       |                                                   |                       |                   |
|                             | Sigourney Weaver                   | Katharine Parker                      | Dolgozó lány                                      | Working Girl          |                   |
| Sônia Braga                 | Madonna Mendez                     | Holdfény Parador felett               | Moon Over Parador                                 |                       |                   |
| Barbara Hershey             | Mária Magdolna                     | Krisztus utolsó megkísértése          | The Last Temptation of Christ                     |                       |                   |
| Lena Olin                   | Sabina                             | A lét elviselhetetlen könnyűsége      | The Unbearable Lightness of Being                 |                       |                   |
| Diane Venora                | Chan Parker                        | Bird – Charlie Parker élete           | Bird                                              |                       |                   |
| 1989 47. gála               |                                    |                                       |                                                   |                       |                   |
|                             | Julia Roberts                      | Shelby Eatenton Latcherie             | Acélmagnóliák                                     | Steel Magnolias       |                   |
| Bridget Fonda               | Mandy Rice-Davies                  | Botrány                               | Scandal                                           |                       |                   |
| Brenda Fricker              | Mrs. Brown                         | A bal lábam – Christy Brown története | My Left Foot                                      |                       |                   |
| Laura San Giacomo           | Cynthia Bishop                     | Szex, hazugság, videó                 | Sex, Lies, and Videotape                          |                       |                   |
| Dianne Wiest                | Helen Buckman                      | Vásott szülők                         | Parenthood                                        |                       |                   |

### 1990-es évek
| Év                     | Színésznő               | Színésznő                        | Szerep                     | Magyar cím               | Eredeti cím |
| 1990 48. gála          |                         |                                  |                            |                          |             |
| ---------------------- | ----------------------- | -------------------------------- | -------------------------- | ------------------------ | ----------- |
| 1990 48. gála          |                         | Whoopi Goldberg                  | Oda Mae Brown              | Ghost                    | Ghost       |
| 1990 48. gála          | Lorraine Bracco         | Karen Hill                       | Nagymenők                  | Goodfellas               |             |
| 1990 48. gála          | Diane Ladd              | Marietta Fortune                 | Veszett a világ            | Wild at Heart            |             |
| 1990 48. gála          | Shirley MacLaine        | Doris Mann                       | Képeslapok a szakadékból   | Postcards from the Edge  |             |
| 1990 48. gála          | Mary McDonnell          | Álló Ököl                        | Farkasokkal táncoló        | Dances with Wolves       |             |
| 1990 48. gála          | Winona Ryder            | Charlotte Flax                   | Sellők                     | Mermaids                 |             |
| 1991 49. gála          |                         |                                  |                            |                          |             |
|                        | Mercedes Ruehl          | Anne Napolitano                  | A halászkirály legendája   | The Fisher King          |             |
| Nicole Kidman          | Drew Preston            | Billy Bathgate                   | Billy Bathgate             |                          |             |
| Diane Ladd             | anya                    | Rózsa és tövis                   | Rambling Rose              |                          |             |
| Juliette Lewis         | Danielle Bowden         | Cape Fear – A rettegés foka      | Cape Fear                  |                          |             |
| Jessica Tandy          | Ninny Threadgoode       | Sült, zöld paradicsom            | Fried Green Tomatoes       |                          |             |
| 1992 50. gála          |                         |                                  |                            |                          |             |
|                        | Joan Plowright          | Mrs. Fisher                      | Elvarázsolt április        | Enchanted April          |             |
| Geraldine Chaplin      | Hannah Chaplin          | Chaplin                          | Chaplin                    |                          |             |
| Judy Davis             | Sally                   | Férjek és feleségek              | Husbands and Wives         |                          |             |
| Miranda Richardson     | Ingrid Fleming          | Végzet                           | Damage                     |                          |             |
| Alfre Woodard          | Chantelle               | Szerelem-hal                     | Passion Fish               |                          |             |
| 1993 51. gála          |                         |                                  |                            |                          |             |
|                        | Winona Ryder            | May Welland                      | Az ártatlanság kora        | The Age of Innocence     |             |
| Penelope Ann Miller    | Gail                    | Carlito útja                     | Carlito's Way              |                          |             |
| Anna Paquin            | Flora McGrath           | Zongoralecke                     | The Piano                  |                          |             |
| Rosie Perez            | Carla Rodrigo           | Félelem nélkül                   | Fearless                   |                          |             |
| Emma Thompson          | Gareth Peirce           | Apám nevében                     | In the Name of the Father  |                          |             |
| 1994 52. gála          |                         |                                  |                            |                          |             |
|                        | Dianne Wiest            | Helen Sinclair                   | Lövések a Broadwayn        | Bullets over Broadway    |             |
| Kirsten Dunst          | Claudia                 | Interjú a vámpírral              | Interview with the Vampire |                          |             |
| Sophia Loren           | Isabella de la Fontaine | Pret-a-porter – Divatdiktátorok  | Prêt-à-Porter              |                          |             |
| Uma Thurman            | Mia Wallace             | Ponyvaregény                     | Pulp Fiction               |                          |             |
| Robin Wright           | Jenny Curran            | Forrest Gump                     | Forrest Gump               |                          |             |
| 1995 53. gála          |                         |                                  |                            |                          |             |
|                        | Mira Sorvino            | Linda Ash                        | Hatalmas Aphrodité         | Mighty Aphrodite         |             |
| Anjelica Huston        | Mary                    | Menekülés az éjszakába           | The Crossing Guard         |                          |             |
| Kathleen Quinlan       | Marilyn Lovell          | Apolló 13                        | Apollo 13                  |                          |             |
| Kyra Sedgwick          | Emma Rae King           | Szóbeszéd                        | Something to Talk About    |                          |             |
| Kate Winslet           | Marianne Dashwood       | Értelem és érzelem               | Sense and Sensibility      |                          |             |
| 1996 54. gála          |                         |                                  |                            |                          |             |
|                        | Lauren Bacall           | Hannah Morgan                    | Tükröm, tükröm             | The Mirror Has Two Faces |             |
| Joan Allen             | Elizabeth Proctor       | A salemi boszorkányok            | The Crucible               |                          |             |
| Juliette Binoche       | Hana                    | Az angol beteg                   | The English Patient        |                          |             |
| Barbara Hershey        | Madame Serena Merle     | Egy hölgy arcképe                | The Portrait of a Lady     |                          |             |
| Marianne Jean-Baptiste | Hortense Cumberbatch    | Titkok és hazugságok             | Secrets & Lies             |                          |             |
| Marion Ross            | Rosie Dunlop            | Esthajnalcsillag                 | The Evening Star           |                          |             |
| 1997 55. gála          |                         |                                  |                            |                          |             |
|                        | Kim Basinger            | Lynn Bracken                     | Szigorúan bizalmas         | L.A. Confidential        |             |
| Joan Cusack            | Emily Montgomery        | A boldogító nem                  | In & Out                   |                          |             |
| Julianne Moore         | Amber Waves             | Boogie Nights                    | Boogie Nights              |                          |             |
| Gloria Stuart          | Rose Calvert            | Titanic                          | Titanic                    |                          |             |
| Sigourney Weaver       | Janey Carver            | Jégvihar                         | The Ice Storm              |                          |             |
| 1998 56. gála          |                         |                                  |                            |                          |             |
|                        | Lynn Redgrave           | Hanna                            | Érzelmek tengerében        | Gods and Monsters        |             |
| Kathy Bates            | Libby Holden            | A nemzet színe-java              | Primary Colors             |                          |             |
| Brenda Blethyn         | Mari Hoff               | Little Voice                     | Little Voice               |                          |             |
| Judi Dench             | I. Erzsébet királynő    | Szerelmes Shakespeare            | Shakespeare in Love        |                          |             |
| Sharon Stone           | Gwen Dillon             | Az óriás                         | The Mighty                 |                          |             |
| 1999 57. gála          |                         |                                  |                            |                          |             |
|                        | Angelina Jolie          | Girl, Interrupted                | Észvesztő                  | Lisa Rowe                |             |
| Cameron Diaz           | Lotte Schwartz          | A John Malkovich menet           | Being John Malkovich       |                          |             |
| Catherine Keener       | Maxine Lund             | A John Malkovich menet           | Being John Malkovich       |                          |             |
| Samantha Morton        | Hattie                  | A világ második legjobb gitárosa | Sweet and Lowdown          |                          |             |
| Natalie Portman        | Ann August              | Mindenütt jó                     | Anywhere But Here          |                          |             |
| Chloë Sevigny          | Lana Tisdel             | A fiúk nem sírnak                | Boys Don't Cry             |                          |             |

### 2000-es évek
| Év                 | Színész              | Színész                               | Szerep                           | Magyar cím            | Eredeti cím   |
| 2000 58. gála      |                      |                                       |                                  |                       |               |
| ------------------ | -------------------- | ------------------------------------- | -------------------------------- | --------------------- | ------------- |
| 2000 58. gála      |                      | Kate Hudson                           | Penny Lane                       | Majdnem híres         | Almost Famous |
| 2000 58. gála      | Judi Dench           | Armande Voizin                        | Csokoládé                        | Chocolat              |               |
| 2000 58. gála      | Frances McDormand    | Elaine Miller                         | Majdnem híres                    | Almost Famous         |               |
| 2000 58. gála      | Julie Walters        | Sandra Wilkinson                      | Billy Elliot                     | Billy Elliot          |               |
| 2000 58. gála      | Catherine Zeta-Jones | Helena Ayala                          | Traffic                          | Traffic               |               |
| 2001 59. gála      |                      |                                       |                                  |                       |               |
|                    | Jennifer Connelly    | Alicia Nash                           | Egy csodálatos elme              | A Beautiful Mind      |               |
| Cameron Diaz       | Julie Gianni         | Vanília égbolt                        | Vanilla Sky                      |                       |               |
| Helen Mirren       | Mrs. Wilson          | Gosford Park                          | Gosford Park                     |                       |               |
| Maggie Smith       | Constance Trentham   | Gosford Park                          | Gosford Park                     |                       |               |
| Marisa Tomei       | Natalie Strout       | A hálószobában                        | In the Bedroom                   |                       |               |
| Kate Winslet       | Iris Murdoch         | Iris – Egy csodálatos női elme        | Iris                             |                       |               |
| 2002 60. gála      |                      |                                       |                                  |                       |               |
|                    | Meryl Streep         | Susan Orlean                          | Adaptáció                        | Adaptation.           |               |
| Kathy Bates        | Roberta Hertzel      | Schmidt története                     | About Schmidt                    |                       |               |
| Cameron Diaz       | Jenny Everdeane      | New York bandái                       | Gangs of New York                |                       |               |
| Queen Latifah      | Matron "Mama" Morton | Chicago                               | Chicago                          |                       |               |
| Susan Sarandon     | Mimi Slocumb         | Minden jöhet                          | Igby Goes Down                   |                       |               |
| 2003 61. gála      |                      |                                       |                                  |                       |               |
|                    | Renée Zellweger      | Ruby Thewes                           | Hideghegy                        | Cold Mountain         |               |
| Maria Bello        | Natalie Belisario    | A szerencseforgató                    | The Cooler                       |                       |               |
| Patricia Clarkson  | Joy Burns            | Hálaadás                              | Pieces of April                  |                       |               |
| Hope Davis         | Joyce Brabner        | Sikersztori                           | American Splendor                |                       |               |
| Holly Hunter       | Melanie Freeland     | Tizenhárom                            | Thirteen                         |                       |               |
| 2004 62. gála      |                      |                                       |                                  |                       |               |
|                    | Natalie Portman      | Alice Ayres / Jane Jones              | Közelebb                         | Closer                |               |
| Cate Blanchett     | Katharine Hepburn    | Aviátor                               | The Aviator                      |                       |               |
| Laura Linney       | Clara McMillen       | Kinsey                                | Kinsey                           |                       |               |
| Virginia Madsen    | Maya Randall         | Kerülőutak                            | Sideways                         |                       |               |
| Meryl Streep       | Eleanor Shaw         | A mandzsúriai jelölt                  | The Manchurian Candidate         |                       |               |
| 2005 63. gála      |                      |                                       |                                  |                       |               |
|                    | Rachel Weisz         | Tessa Quayle                          | Az elszánt diplomata             | The Constant Gardener |               |
| Scarlett Johansson | Nola Rice            | Match Point                           | Match Point                      |                       |               |
| Shirley MacLaine   | Ella Hirsch          | Egy cipőben                           | In Her Shoes                     |                       |               |
| Frances McDormand  | Glory Dodge          | Kőkemény Minnesota                    | North Country                    |                       |               |
| Michelle Williams  | Alma Beers Del Mar   | Brokeback Mountain – Túl a barátságon | Brokeback Mountain               |                       |               |
| 2006 64. gála      |                      |                                       |                                  |                       |               |
|                    | Jennifer Hudson      | Effie White                           | Dreamgirls                       | Dreamgirls            |               |
| Adriana Barraza    | Amelia Hernandez     | Bábel                                 | Babel                            |                       |               |
| Kikucsi Rinko      | Chieko Wataya        | Bábel                                 | Babel                            |                       |               |
| Cate Blanchett     | Sheba Hart           | Egy botrány részletei                 | Notes on a Scandal               |                       |               |
| Emily Blunt        | Emily Charlton       | Az ördög Pradát visel                 | The Devil Wears Prada            |                       |               |
| 2007 65. gála      |                      |                                       |                                  |                       |               |
|                    | Cate Blanchett       | Jude Quinn                            | I'm Not There – Bob Dylan életei | I'm Not There         |               |
| Julia Roberts      | Joanne Herring       | Charlie Wilson háborúja               | Charlie Wilson's War             |                       |               |
| Saoirse Ronan      | Briony Tallis        | Vágy és vezeklés                      | Atonement                        |                       |               |
| Amy Ryan           | Helene McCready      | Hideg nyomon                          | Gone Baby Gone                   |                       |               |
| Tilda Swinton      | Karen Crowder        | Michael Clayton                       | Michael Clayton                  |                       |               |
| 2008 66. gála      |                      |                                       |                                  |                       |               |
|                    | Kate Winslet         | Hanna Schmitz                         | A felolvasó                      | The Reader            |               |
| Amy Adams          | James nővér          | Kétely                                | Doubt                            |                       |               |
| Viola Davis        | Mrs. Miller          | Kétely                                | Doubt                            |                       |               |
| Penélope Cruz      | María Elena          | Vicky Cristina Barcelona              | Vicky Cristina Barcelona         |                       |               |
| Marisa Tomei       | Cassidy / Pam        | A pankrátor                           | The Wrestler                     |                       |               |
| 2009 67. gála      |                      |                                       |                                  |                       |               |
|                    | Mo’Nique             | Mary Lee Johnston                     | Precious – A boldogság ára       | Precious              |               |
| Penélope Cruz      | Carla Albanese       | Kilenc                                | Nine                             |                       |               |
| Vera Farmiga       | Alex Goran           | Egek ura                              | Up in the Air                    |                       |               |
| Anna Kendrick      | Natalie Keener       | Egek ura                              | Up in the Air                    |                       |               |
| Julianne Moore     | Charley Miller       | Egy egyedülálló férfi                 | A Single Man                     |                       |               |

### 2010-es évek
| Év                   | Színésznő               | Színésznő                                | Szerep                                | Magyar cím                 | Eredeti cím |
| 2010 68. gála        |                         |                                          |                                       |                            |             |
| -------------------- | ----------------------- | ---------------------------------------- | ------------------------------------- | -------------------------- | ----------- |
| 2010 68. gála        |                         | Melissa Leo                              | Alice Eklund-Ward                     | A harcos                   | The Fighter |
| 2010 68. gála        | Amy Adams               | Charlene Fleming                         | A harcos                              | The Fighter                |             |
| 2010 68. gála        | Helena Bonham Carter    | Erzsébet királyné                        | A király beszéde                      | The King's Speech          |             |
| 2010 68. gála        | Mila Kunis              | Lily / Fekete hattyú                     | Fekete hattyú                         | Black Swan                 |             |
| 2010 68. gála        | Jacki Weaver            | Janine "Smurf" Cody                      | Animal Kingdom – A rettegés birodalma | Animal Kingdom             |             |
| 2011 69. gála        |                         |                                          |                                       |                            |             |
|                      | Octavia Spencer         | Minny Jackson                            | A segítség                            | The Help                   |             |
| Bérénice Bejo        | Peppy Miller            | The Artist – A némafilmes                | The Artist                            |                            |             |
| Jessica Chastain     | Celia Foote             | A segítség                               | The Help                              |                            |             |
| Janet McTeer         | Hubert Page             | Albert Nobbs                             | Albert Nobbs                          |                            |             |
| Shailene Woodley     | Alexandra King          | Utódok                                   | The Descendants                       |                            |             |
| 2012 70. gála        |                         |                                          |                                       |                            |             |
|                      | Anne Hathaway           | Fantine                                  | A nyomorultak                         | Les Misérables             |             |
| Amy Adams            | Peggy Dodd              | The Master                               | The Master                            |                            |             |
| Sally Field          | Mary Todd Lincoln       | Lincoln                                  | Lincoln                               |                            |             |
| Helen Hunt           | Cheryl Cohen-Greene     | A kezelés                                | The Sessions                          |                            |             |
| Nicole Kidman        | Charlotte Bless         | Az újságos fiú                           | The Paperboy                          |                            |             |
| 2013 71. gála        |                         |                                          |                                       |                            |             |
|                      | Jennifer Lawrence       | Rosalyn Rosenfeld                        | Amerikai botrány                      | American Hustle            |             |
| Sally Hawkins        | Ginger                  | Blue Jasmine                             | Blue Jasmine                          |                            |             |
| Lupita Nyong’o       | Patsey                  | 12 év rabszolgaság                       | 12 Years a Slave                      |                            |             |
| Julia Roberts        | Barbara Weston-Fordham  | Augusztus Oklahomában                    | August: Osage County                  |                            |             |
| June Squibb          | Kate Grant              | Nebraska                                 | Nebraska                              |                            |             |
| 2014 72. gála        |                         |                                          |                                       |                            |             |
|                      | Patricia Arquette       | Olivia Evans                             | Sráckor                               | Boyhood                    |             |
| Jessica Chastain     | Anna Morales            | Egy durva év                             | A Most Violent Year                   |                            |             |
| Keira Knightley      | Joan Clarke             | Kódjátszma                               | The Imitation Game                    |                            |             |
| Emma Stone           | Sam Thomson             | Birdman avagy (A mellőzés meglepő ereje) | Birdman                               |                            |             |
| Meryl Streep         | A banya                 | Vadregény                                | Into the Woods                        |                            |             |
| 2015 73. gála        |                         |                                          |                                       |                            |             |
|                      | Kate Winslet            | Joanna Hoffman                           | Steve Jobs                            | Steve Jobs                 |             |
| Jane Fonda           | Brenda Morel            | Ifjúság                                  | Youth                                 |                            |             |
| Jennifer Jason Leigh | Daisy Domergue          | Aljas nyolcas                            | The Hateful Eight                     |                            |             |
| Helen Mirren         | Hedda Hopper            | Trumbo                                   | Trumbo                                |                            |             |
| Alicia Vikander      | Ava                     | Ex Machina                               | Ex Machina                            |                            |             |
| 2016 74. gála        |                         |                                          |                                       |                            |             |
|                      | Viola Davis             | Rose Maxson                              | Kerítések                             | Fences                     |             |
| Naomie Harris        | Paula Harris            | Holdfény                                 | Moonlight                             |                            |             |
| Nicole Kidman        | Sue Brierley            | Oroszlán                                 | Lion                                  |                            |             |
| Octavia Spencer      | Dorothy Vaughan         | A számolás joga                          | Hidden Figures                        |                            |             |
| Michelle Williams    | Randi Chandler          | A régi város                             | Manchester by the Sea                 |                            |             |
| 2017 75. gála        |                         |                                          |                                       |                            |             |
|                      | Allison Janney          | LaVona Golden                            | Én, Tonya                             | I, Tonya                   |             |
| Mary J. Blige        | Florence Jackson        | Mudbound                                 | Mudbound                              |                            |             |
| Hong Chau            | Ngoc Lan Tran           | Kicsinyítés                              | Downsizing                            |                            |             |
| Laurie Metcalf       | Marion McPherson        | Lady Bird                                | Lady Bird                             |                            |             |
| Octavia Spencer      | Zelda Delilah Fuller    | A víz érintése                           | The Shape of Water                    |                            |             |
| 2018 76. gála        |                         |                                          |                                       |                            |             |
|                      | Regina King             | Sharon Rivers                            | Ha a Beale utca mesélni tudna         | If Beale Street Could Talk |             |
| Amy Adams            | Lynne Ann Cheney        | Alelnök                                  | Vice                                  |                            |             |
| Claire Foy           | Janet Shearon Armstrong | Az első ember                            | First Man                             |                            |             |
| Emma Stone           | Abigail                 | A kedvenc                                | The Favourite                         |                            |             |
| Rachel Weisz         | Lady Sarah              | A kedvenc                                | The Favourite                         |                            |             |
| 2019 77. gála        |                         |                                          |                                       |                            |             |
|                      | Laura Dern              | Nora Fanshaw                             | Házassági történet                    | Marriage Story             |             |
| Kathy Bates          | Barbara "Bobi" Jewell   | Richard Jewell balladája                 | Richard Jewell                        |                            |             |
| Annette Bening       | Dianne Feinstein        | A jelentés                               | The Report                            |                            |             |
| Jennifer Lopez       | Ramona Vega             | A Wall Street pillangói                  | Hustlers                              |                            |             |
| Margot Robbie        | Kayla Pospisil          | Botrány                                  | Bombshell                             |                            |             |

### 2020-as évek
| Év                  | Színésznő                     | Színésznő                    | Szerep                             | Magyar cím                     | Eredeti cím     |
| 2020 78. gála       |                               |                              |                                    |                                |                 |
| ------------------- | ----------------------------- | ---------------------------- | ---------------------------------- | ------------------------------ | --------------- |
| 2020 78. gála       |                               | Jodie Foster                 | Nancy Hollander                    | A mauritániai                  | The Mauritanian |
| 2020 78. gála       | Glenn Close                   | Bonnie "Mamaw" Vance         | Vidéki ballada az amerikai álomról | Hillbilly Elegy                |                 |
| 2020 78. gála       | Olivia Colman                 | Anne                         | Az apa                             | The Father                     |                 |
| 2020 78. gála       | Amanda Seyfried               | Marion Davies                | Mank                               | Mank                           |                 |
| 2020 78. gála       | Helena Zengel                 | Johanna Leonberger           | A kapitány küldetése               | News of the World              |                 |
| 2021 79. gála       |                               |                              |                                    |                                |                 |
|                     | Ariana DeBose                 | Anita                        | West Side Story                    | West Side Story                |                 |
| Caitríona Balfe     | Ma                            | Belfast                      | Belfast                            |                                |                 |
| Kirsten Dunst       | Rose Burbank                  | A kutya karmai közt          | The Power of the Dog               |                                |                 |
| Aunjanue Ellis      | Oracene "Brandy" Price        | Richard király               | King Richard                       |                                |                 |
| Ruth Negga          | Clare Bellew                  | A látszat ára                | Passing                            |                                |                 |
| 2022 80. gála       |                               |                              |                                    |                                |                 |
|                     | Angela Bassett                | Ramonda királynő             | Fekete Párduc 2.                   | Black Panther: Wakanda Forever |                 |
| Kerry Condon        | Siobhán Súilleabháin          | A sziget szellemei           | The Banshees of Inisherin          |                                |                 |
| Jamie Lee Curtis    | Deirdre Beaubeirdre           | Minden, mindenhol, mindenkor | Everything Everywhere All at Once  |                                |                 |
| Dolly de Leon       | Abigail                       | A szomorúság háromszöge      | Triangle of Sadness                |                                |                 |
| Carey Mulligan      | Megan Twohey                  | Azt mondta                   | She Said                           |                                |                 |
| 2023 81. gála       |                               |                              |                                    |                                |                 |
|                     | Da’Vine Joy Randolph          | Mary Lamb                    | Téli szünet                        | The Holdovers                  |                 |
| Emily Blunt         | Katherine "Kitty" Oppenheimer | Oppenheimer                  | Oppenheimer                        |                                |                 |
| Danielle Brooks     | Sofia Johnson                 | Bíborszín                    | The Color Purple                   |                                |                 |
| Jodie Foster        | Bonnie Stoll                  | Nyad                         | Nyad                               |                                |                 |
| Julianne Moore      | Gracie Atherton-Yoo           | Egy botrány részletei        | May December                       |                                |                 |
| Rosamund Pike       | Lady Elspeth Catton           | Saltburn                     | Saltburn                           |                                |                 |
| 2024 82. gála       |                               |                              |                                    |                                |                 |
|                     | Zoë Saldana                   | Rita Mora Castro             | Emilia Pérez                       | Emilia Pérez                   |                 |
| Selena Gomez        | Jessica "Jessi" del Monte     | Emilia Pérez                 | Emilia Pérez                       |                                |                 |
| Ariana Grande       | Galinda Upland                | Wicked                       | Wicked                             |                                |                 |
| Felicity Jones      | Erzsébet Tóth                 | A brutalista                 | The Brutalist                      |                                |                 |
| Margaret Qualley    | Sue                           | A szer                       | The Substance                      |                                |                 |
| Isabella Rossellini | Ágnes nővér                   | Konklávé                     | Conclave                           |                                |                 |

## Rekordok

### Többszörös díjak
2 győzelem
- Karen Black
- Ruth Gordon
- Angela Lansbury
- Agnes Moorehead
- Meryl Streep
- Kate Winslet

### Többszörös jelölések
5 jelölés
- Lee Grant
- Maureen Stapleton
- Meryl Streep

4 jelölés
- Amy Adams
- Kate Winslet
- Shelley Winters

3 jelölés
- Kathy Bates
- Cate Blanchett
- Cameron Diaz
- Mildred Dunnock
- Jodie Foster
- Nicole Kidman
- Diane Ladd
- Julianne Moore
- Thelma Ritter
- Julia Roberts
- Octavia Spencer
- Dianne Wiest